# Próspero de Reggio
San Próspero de Reggio (f. 25 de junio de 466) es un santo italiano. La tradición lo sitúa como obispo de Reggio Emilia durante 22 años. Se conoce poco de su vida, pero documentos atestiguan que realmente fue obispo de Reggio Emilia en el siglo V.
Recordado por su sentido de la caridad, es patrón de Reggio Emilia, aunque su catedral no está dedicada a él. De hecho, la iglesia de San Próspero, que el propio santo se encargó de construir está dedicada a San Apolinar, conmemorando su episcopado. Murió en Reggio Emilia.

## Veneración

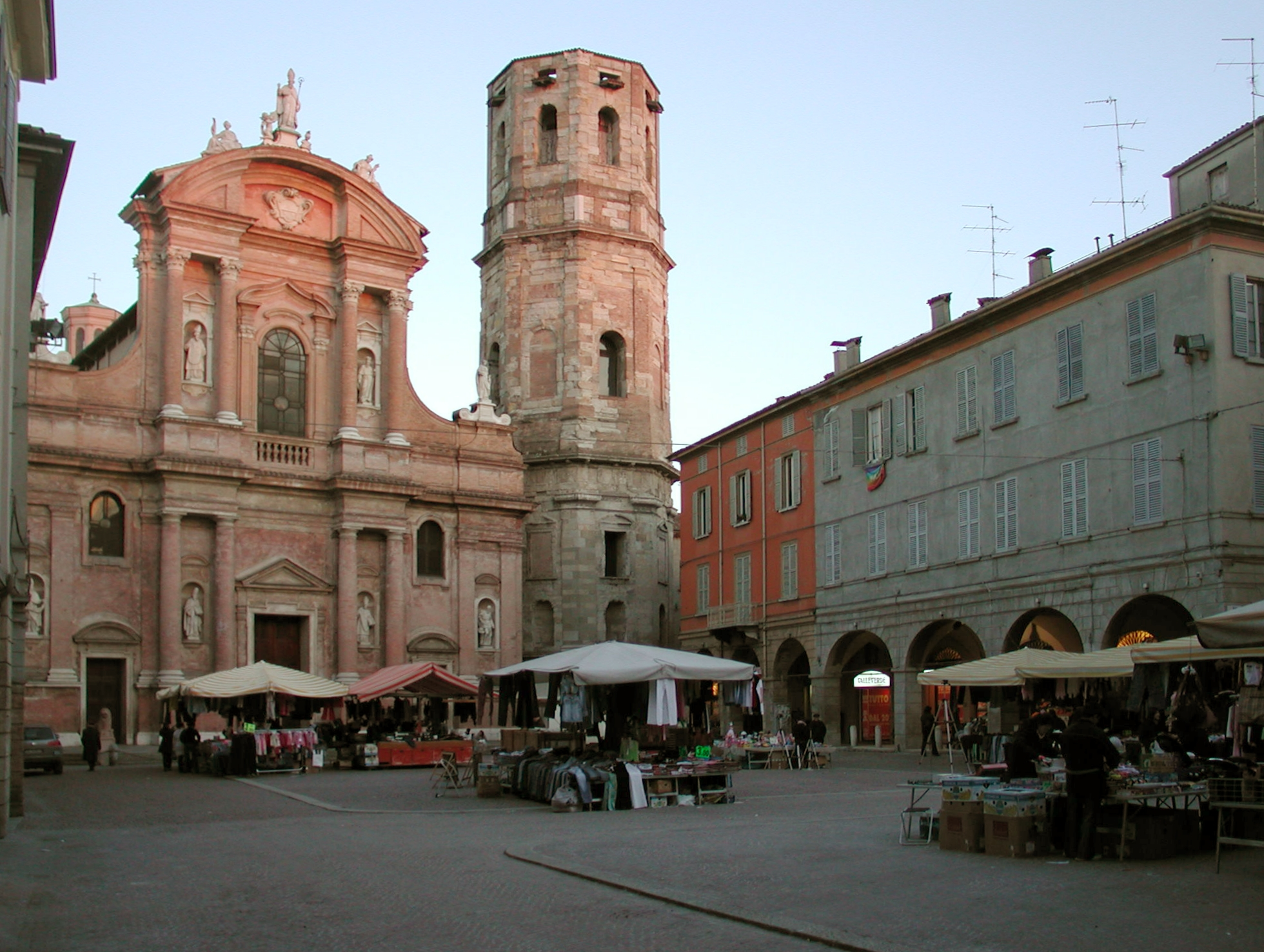
Piazza San Prospero, Reggio Emilia, con la basílica del patrón.

Su culto es antiguo y se difundió entre los siglo XI y XIV.  Próspero fue venerado en Parma, Bologna, Lucca, y otras ciudades más allá de Reggio. Existen 31 iglesias y capillas fueron dedicadas a él durante la Edad Media. De todas maneras, después del Concilio de Trento, su culto nuevamente se ciñó tan solo a Reggio. La diócesis de Reggio celebra su culto localmente el 24 de noviembre, pero el 25 de junio es su festividad en el santoral católico. 
La pintura de Giovanni Soncini de los santos Bernardo y Próspero es la única pintura conocida del santo.

## Reliquias
Sus reliquias fueron trasladadas al 703 a una nueva iglesia en su honor por Tomás, un obispo posterior de Reggio. Se colocaron junto a Venerio el eremita y San Cosmé y San Damián.
En el siglo X, Reggio fue muy vulnerable a los ataques por el mar, el obispo de Ermenaldo transportó sus reliquias de la Catedral de Santa Maria en el centro de la ciudad, aunque la iglesia dedicada al santo ya había sido construida. Ésta fue concluida por su sucesor Tenzo (Tenzone) (979).  El papa Gregorio V consagró la iglesia en 997. En el siglo XVI, la ciudad fue reconstruida, y el cuerpo de San Próspero está situada debajo del gran altar.